# Alan Guth
Alan Guth Harvey (nascut el 27 de febrer de 1947) és un físic teòric i cosmòleg estatunidenc. Guth ha investigat teories sobre partícules elementals (teoria de les partícules i com s'aplica en els primers temps de l'univers). Actualment s'exerceix com a Professor de Física Víctor Weisskopf del Massachusetts Institute of Technology, ell és el creador de la teoria de l'univers inflacionari
Es va graduar al MIT el 1968 en física i es va quedar per fer un màster i un doctorat, també en física.
Mentre era un físic de partícules principiant, Guth va desenvolupar per primera vegada la idea de la inflació còsmica el 1979 a la Universitat Cornell i va donar el seu primer seminari sobre el tema en gener de 1980. més endavant va passar a la Universitat Stanford on Guth va proposar formalment la idea de la inflació còsmica el 1981, la idea era que l'univers naixent va passar per una fase d'expansió exponencial que va ser conduïda per una densitat d'energia del buit positiva (pressió de buit negativa). Els resultats de la WMAP (la missió del 2006) va fer en el cas de la inflació còsmica molt convincent.

## Primers anys
Alan Guth, va néixer el 27 de febrer de 1947 a new Jersey. Després del seu tercer any en Massachusetts Institute of Technology, es va matricular en un programa de cinc anys, on podria aconseguir la seva llicenciatura i màsters després de dos anys més. Guth va obtenir una llicenciatura i un màster en 1969 i un doctorat en 1972. El 1971, es va casar amb Susan Tisch, la seva xicota de l'institut. i van tenir dos fills: Lawrence (nascut el 1977) i Jennifer (nascuda el 1983).
Guth va estar en Universitat de Princeton 1971-1974, Universitat de Colúmbia 1974-1977, Universitat Cornell 1977 a 1979, i el Stanford Linear Accelerator Center (SLAC) 1979 a 1980. Igual que molts altres físics joves de la baby boom, que tenia dificultats per trobar una feina permanent, perquè hi ha moltes menys places especialitzades que científics joves a la recerca d'aquests llocs de treball, un fenomen que s'ha anomenat el "La generació d'acadèmics perduts".
Al començament de la seva carrera, Guth va estudiar física de partícules, no cosmologia. La Primera obra de Guth a Princeton va ser en l'estudi dels quarks, les partícules elementals que componen els protons i els neutrons. A Columbia, Guth va estudiar la teoria de la gran unificació GUT (en angles), centrant-se en la fase de transició generat pel trencament espontani de la simetria. La majoria de les GUTs prediuen la generació de monopols magnètics durant la ruptura espontània de simetria, però no se n'havia detectat cap - era el problema del monopol.

## La teoria inflacionària
Primer pas de Guth per al desenvolupament de la seva teoria de la inflació es va produir a Cornell el 1978, quan va assistir a una conferència a càrrec de Robert Dicke sobre la problema de planitud de l'univers Dicke va explicar que el problema de planitud va mostrar que quelcom important faltava en la teoria del big-bang en aquell moment. El destí de l'univers depèn de la seva densitat. Si la densitat de l'univers era prou gran, es col·lapsaria en una singularitat, i si la densitat real de la matèria en el cosmos fos menor que la densitat crítica, l'univers cada vegada es faria més gran.
La següent part en la ruta de Guth es va produir quan va escoltar una conferència a càrrec de Steven Weinberg a principis de 1979. Weinberg va parlar en dues conferències sobre la teoria de la gran unificació (GUT), que s'havia desenvolupat des de 1974, i com es podria explicar la gran quantitat de matèria en l'univers en comparació amb la quantitat d'antimatèria. la GUT explica totes les forces fonamentals conegudes per la ciència a excepció de la gravetat. Es va establir que, en condicions de molta calor, com just després del big-bang, l'electromagnetisme, la força nuclear forta i la força nuclear feble es van unir per formar una sola força. Weinberg també va ser el que va fer èmfasi en la idea que l'univers passa a través de transicions de fase, similar a les fases de la matèria, en passar de l'energia d'alta a baixa energia. Weinberg va argumentar en contra el fet de per què la matèria és tan dominant sobre l'antimatèria Guth va mostrar els càlculs precisos mitjançant l'estudi dels primers segons de l'univers.
Guth va decidir a resoldre aquest problema pel que suggereix una sobre-refredament durant una transició de fase retardada. Això sembla molt prometedor per a la solució del problema del monopol magnètic. En el moment en què se li va acudir que, Guth s'havia anat a la Universitat Stanford Linear Accelerator Center durant un any, però Guth ha estat parlar a Henry Tye. Tye va suggerir comprovar que la l'expansió de l'univers no es veurà afectada pel sobre-refredament. A l'estat sobre-refredament, es produeix un fals buit. El fals buit és un buit en el sentit que és l'estat de la menor densitat possible de l'energia, sinó que és falsa en el sentit que no és un estat permanent de ser. La decadència buits fals, i Guth va ser trobar que la decadència del fals buit al començament de l'univers podria produir resultats sorprenents, a saber, l'expansió exponencial de l'espai. Això va resoldre el problema monopol, ja que l'expansió dilueix la densitat de monopol.
Guth es va adonar de la seva teoria que la raó per la qual l'univers sembla pla va ser que era increïblement gran, de la mateixa manera de la Terra esfèrica apareix plana als de la seva superfície. L'univers observable en realitat era només una part molt petita de l'univers real.
Dues setmanes més tard, Guth va escoltar els seus col·legues a discutir una cosa que es diu el problema de l'horitzó. La radiació de fons de microones descoberta per Arno Penzias i Robert Woodrow Wilson semblava extremadament uniforme, gairebé sense variació. Això sembla molt paradoxal perquè, quan la radiació va ser posat en llibertat al voltant de 300.000 anys després del big-bang, l'univers observable tenia un diàmetre de 90 milions d'anys llum. No hi havia temps per un extrem del cosmos per comunicar amb l'altre extrem, perquè l'energia no es pot moure més ràpidament que la velocitat de la llum. La paradoxa es resol, com Guth aviat es va adonar, per la teoria de la inflació. Atès que la inflació es va iniciar amb una quantitat molt més petita de la matèria que el big-bang havia pressupost, una quantitat tan petita que totes les parts que han estat en contacte entre ells. La inflació després va esclatar l'univers tan ràpidament que no hi havia temps per trencar l'homogeneïtat essencial. L'univers després de la inflació hauria estat molt uniforme tot i que les parts no estaven en contacte entre ells.
Guth va fer públic les seves idees sobre la inflació en un seminari al SLAC el 23 de gener de 1980. L'agost, va presentar la seva ponència, titulada "L'Univers inflacionari: Una possible solució als problemes de l'horitzó i la planitud" a la revista Physical Review. Va fer cas omís dels monopols magnètics, ja que es basaven en suposicions de GUT, que estava fora de l'àmbit de la presentació.
El desembre de 1981, Guth va llegir un article del físic moscovita Andrei Linde dient que l'univers sencer està dins d'una sola bombolla, de manera que res es destrueix per les col·lisions de la paret. Aquesta conclusió es va realitzar mitjançant un camp de Higgs amb un gràfic de l'energia que va ser proposat originalment per Sidney Coleman i Erick Weinberg. Guth va parlar d'això amb Linde, que havia estat treballant de forma independent en la inflació de bombolles, però sense tenir en compte el problema de planitud. Linde i Guth finalment van intercanviar articles sobre el tema.

## Vida actual
En el passat, Guth ha estudiat la teoria de gauge reticular, els monopols magnètics i instantones, màquines del temps Gott, i una sèrie d'altres temes de la física teòrica. Gran part del treball actual de Guth inclou l'extrapolació de les fluctuacions de densitat que sorgeixen de diferents versions de la inflació, per posar a prova davant de les observacions i la investigació de la inflació en "membrana del món" models.
Guth és professor de Física a la Massachusetts Institute of Technology (MIT). Fins ara, ha escrit prop de 60 documents tècnics relacionats amb els efectes de la inflació i les seves interaccions amb la física de partícules. Ha guanyat molts premis i medalles, inclosa la medalla Isaac Newton de 2009, atorgada pel britànic Institut de Física.
El 2005, Guth va guanyar el premi a l'oficina més desordenada, organitzat pel Boston Globe. El
 ha estat proporcionada per col·legues que esperaven que l'avergonyiria a posar en ordre, però Guth se sent molt orgullós del premi

## Publicacions
- Guth, Alan, " L'Univers inflacionari: La Recerca d'una nova teoria d'Orígens Còsmics". 1997. ISBN 0-201-32840-2 o ISBN 0-224-04448-6